# Universitätsklinikum Ljubljana

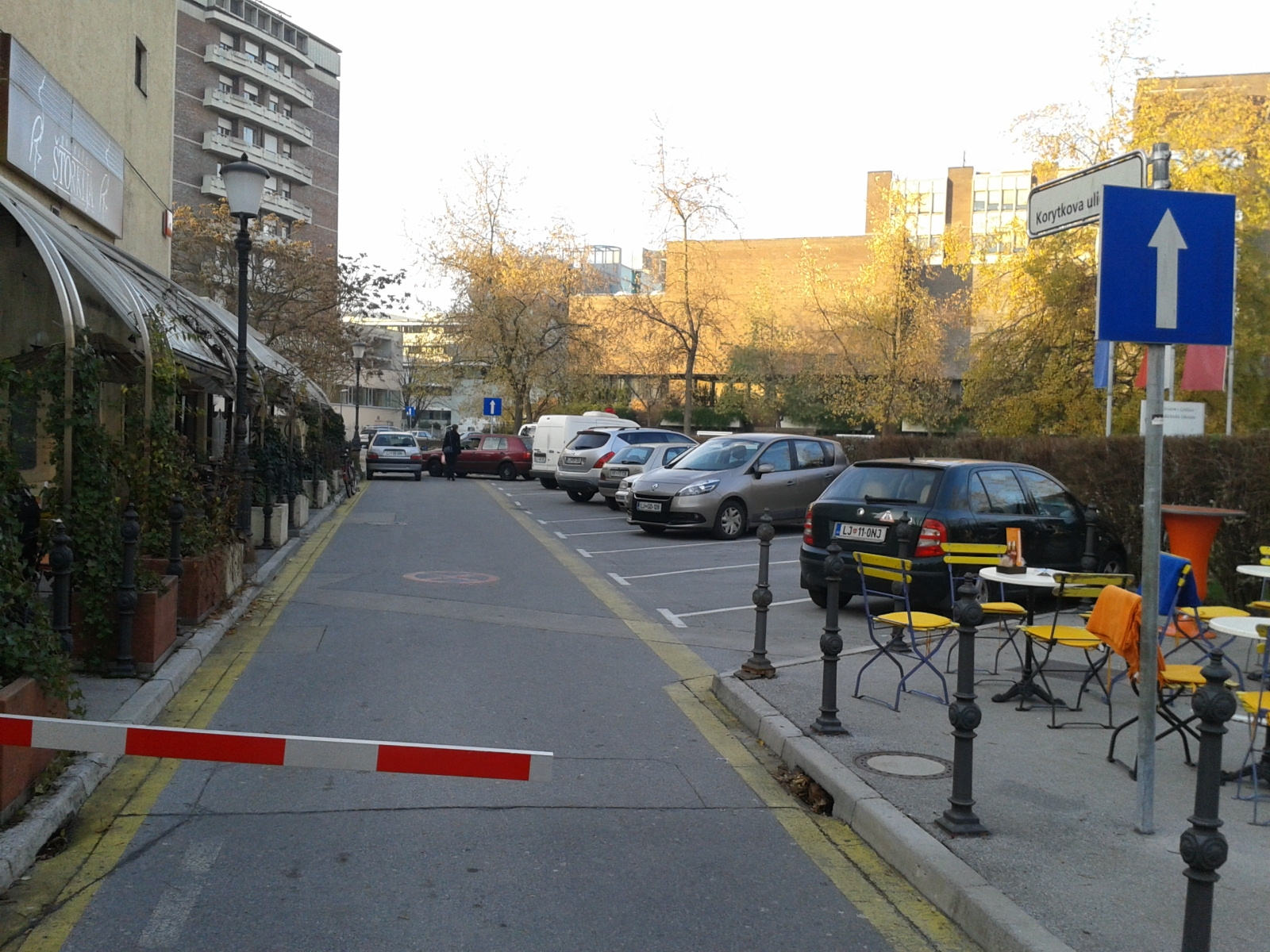
Universitätsklinikum Ljubljana an der Korytkova ulica

Das Universitätsklinikum Ljubljana ist ein Universitätskrankenhaus in Ljubljana, der Hauptstadt Sloweniens. Mit etwa 2000 Betten ist das Klinikum das größte Krankenhaus des Landes. Es beschäftigt im Jahr 2020 etwa 8500 Mitarbeiter, davon etwa 1400 Ärzte (2013).

## Geschichte
Das heutige Zentralgebäude der Universitätsklinik Ljubljana wurde nach Plänen des slowenischen Architekten Stanko Kristl 1975 als Zentralklinikum Ljubljana (Klinični center Ljubljana) nach einer Bauzeit von fast neun Jahren eröffnet.
Im Jahr 2006 wurde das Klinikum in Univerzitetni klinični center Ljubljana umbenannt.

## Abteilungen
- Innere Medizin mit den Schwerpunkten Gastroenterologie, Nephrologie und Geriatrie[4]
- Chirurgie mit den Schwerpunkten Anästhesiologie, Chirurgische Intensivbehandlung, Viszeralchirurgie[5]
- Gynäkologie und Geburtsmedizin, das größte slowenische Zentrum seiner Art[6]
- Hals-Nasen-Ohren-Heilkunde mit den Schwerpunkten Phoniatrie, Sprachtherapie – eines der größten europäischen Zentren seiner Art[7]
- Haut- und Geschlechtskrankheiten[8]
- Infektionskrankheiten[9]
- Klinische Chemie und Biochemie[10]
- Neurologie[11]
- Nuklearmedizin[12]
- Ophthalmologie[13]
- Orthopädische Chirurgie[14]
- Pädiatrie mit dem Schwerpunkt Neuropädiatrie[15]
- Radiologie[16]
- Rehabilitationsmedizin[17]
- Stomatologie, das einzige Zentrum seiner Art in Slowenien[18]
- Transplantationszentrum[19]
- Verkehrs-, Arbeits- und Sportmedizin[20]